# Archanioł Rafał opuszczający Tobiasza
Archanioł Rafał opuszczający Tobiasza – obraz Rembrandta o tematyce biblijnej namalowany w roku 1637. Prezentowany jest w zbiorach paryskiego Luwru.

## Geneza tematu obrazu
Temat obrazu został zaczerpnięty ze Starego Testamentu z Księgi Tobiasza. Historia opowiada o pewnej rodzinie izraelskiej: Tobiaszu ojcu i jego żonie Annie oraz ich synu, także Tobiaszu. Pewnego dnia ojciec posłał syna do Raga w Medii po dług, który miał odebrać po 10 latach od Raguela. Napomniał syna, żeby znalazł kogoś do towarzystwa w tej drodze. Tobiasz napotkał Archanioła Rafała, który pod ludzką postacią jako Azariasz zaoferował swoje wsparcie. Za pomocą żółtej ryby złowionej z wody Tygrysu anioł uzdrawia Tobita, ojca Tobiasza z jego ślepoty i wypędza demona z ciała młodej żony.
Rembrandt w powyższym dziele ukazał wątek spełnionej już przez Rafała misji i powrót archanioła do nieba w formie jaskrawej światłości która rozprasza ciemne i gęste kłęby unoszącego się dymu. Artysta ukazał anioła w skrócie perspektywicznym nadając efekt głębi wzmocniony poprzez silny kontrast pomiędzy strefami światła i cienia. Zgodnie z rembrandtowską manierą światło traktowane jest w sposób punktowy. Skierowane jest na rodzinę Tobiasza; oddającego pokłon Tobita, jego syna, który zdumiony podnosi oczy ku aniołowi, jego żony która wzruszona wydarzeniem składa ręce w geście modlitewnym. Obok ich Anna przerażona oślepiającym blaskiem światła, opuszcza kij który upada obok przerażonego psa. Wszystkim postaciom artysta nadał silny ładunek emocjonalny, będący przejawem oczarowania, wzruszenia, wiary i wdzięczności.

## Motyw Tobiasza w innych dziełach
Historia Tobiasza była często przedstawiana przez Rembrandta, głównie na rycinach. W Wiedeńskim Muzeum Albertina, znajduje się kilka grafik m.in. Tobiasz łowiący ryby (Anioł pomaga w złowieniu żółtej ryby), Tobiasz i Anioł (dwie postacie razem idą do Regi) czy Tobiasz wyruszający w podróż (Tobiasz stoi przed ojcem wysyłającym go w podróż, a między nimi stoi Anioł. Ma się wrażenie iż to on otrzymuje nakaz odebrania długu).
W 1641 roku Rembrandt wykonał grafikę pt. Anioł opuszcza rodzinę Tobiasza Na rycinie postać Tobiasza przedstawiona jest w pozycji klęczącej, ale zwróconej ku oddalającego się anioła. Malarz wzbogacił scenę o dwie dodatkowe postacie, widzów całego zdarzenia.